# Zespół nadczynności przytarczyc i guza szczęki lub żuchwy
Zespół nadczynności przytarczyc i guza szczęki lub żuchwy (ang. hyperparathyroidism-jaw tumor syndrome, HPT-JT) – rzadki zespół uwarunkowany genetycznie, objawiający się pierwotną nadczynnością przytarczyc, predyspozycją do kostniejącego włókniaka żuchwy lub szczęki, guza Wilmsa, torbieli lub potworniaków.